# Мария Маргарита Моран
Мария Маргарита Моран-и-Рохас де Флоирендо (англ. María Margarita Morán y Roxas de Floirendo; род. 29 октября 1953, Манила) — филиппинская актриса

 модель и фотомодель, борец за мир, президент «Ballet Philippines (BP)» (балетная труппа на Филиппинах, основанная в 1969 году Элис Рейес), а также председатель Культурного центра Филиппин; победительница международного конкурса красоты «Мисс Вселенная 1973 года»; внучка бывшего президента Филиппин Мануэля Рохаса.

## Биография
Марго Моран родилась 15 сентября 1953 года в столице Филиппин городе Маниле в семье Фрэнсиса Гонсалеса Морана и Росарио Макилвейн Роксас. 
Её отец, Фрэнсис Моран, был внуком дона Франсиско Гонсалеса и Рейнадо, владельца легендарной асьенды Эсперанса площадью 39000 га, в которую входили муниципалитеты Санта-Мария, Санто-Томас, Росалес и Сан-Квинтин, простирающиеся через остальную часть Пангасинана и провинции Тарлак и Нуэва-Эсиха. Её мать, Росарио «Чаро» Рохас, родилась в семье Хуаниты Муриедас Макилвейн и пятого президента Филиппин.
Она окончила среднюю школу при Колледже Святой Терезы, затем училась в колледже Мэрикнолл (ныне Колледж Мириам). 
Моран имеет степень делового администрирования Бостонского университета и степень магистра управления развитием Школы востоковедения и африканистики Лондонского университета.
До того, как присоединиться к конкурсу «Мисс Вселенная», Моран подрабатывала моделью у Огги Кордеро (исп. Auggie Cordero). 
После победы на национальном конкурсе «Мисс Филиппины» Мария Маргарита Моран получила право представлять свою родную страну на международном конкурсе красоты «Мисс Вселенная 1973 года», который проходил 21 июля 1973 года в Греции в Одеоне Герода Аттика, у подножия Акрополя в городе Афины. Со слов Моран, она приняла участие в национальном конкурсе из-за непрекращающихся уговоров друзей и семьи. 
Девятнадцатилетняя красавица ростом 168 сантиметров, в конечном итоге, выиграла и титул «Мисс Вселенная», а также получила награду «Мисс Фотогеничность», став одной из четырёх победительниц в истории конкурса, кто вместе с короной получили и этот приз.

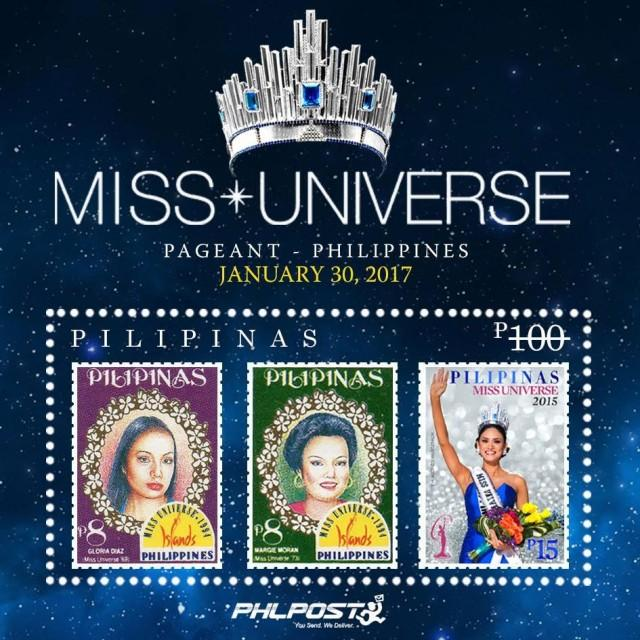
Филиппинки — «Мисс Вселенные». Слева направо: Глория Диас, Маргарита Моран и Пиа Вуртцбах

Через два года после того, как она передала корону своей преемнице, Моран она вышла замуж за конгрессмена Антонио Р. Флорендо младшего из Давао-дель-Норте, сумела получить степень по Бизнес-администрированию в Мэрикнолл-колледже и Бостонском университете , а также получила степень магистра в федеральном Лондонском университете, присуждаемом Школой восточных и африканских исследований. Она возглавляла несколько частных компаний, таких как курорт под названием «Жемчужная ферма» на острове Самал в Северном Давао.
С 1989 по 1994 год, вела на телевидении «Марджи на Минданао» и сняла фильм «Bagong Buwan», получивший множество наград. 
Мария Маргарита Рохас Моран-Флоирендо также известна своей общественной и гражданской работой, особенно за содействие миру и средствам к существованию в составе Комиссии Минданао по женской организации, а недавно в качестве посла-попечителя Habitat for Humanity International на Филиппинах.
Страсть и опыт танцовщицы ещё в возрасте 18 лет побудили Моран продвигать искусство и культуру с Фондом искусств, культуры и экологии Южных Филиппин. Она руководила почти всеми операциями «Ballet Philippines» в качестве президента с 2009 по 2018 год. В январе 2018 года президент Родриго Роа Дутерте назначил Моран членом попечительского совета Культурного центра Филиппин, а уже в апреле того-же года она была избрана его председателем.
Моран было 21 год, когда она вышла замуж, но после тридцати лет брака, они сейчас живут отдельной жизнью. У них есть две дочери, Моника Даниэль и Габриель Антуанетта.